# God, the Devil and Bob
God, the Devil and Bob è una serie televisiva animata statunitense del 2000, creata da Matthew Carlson.
Le repliche della serie sono cominciate sul blocco televisivo notturno Adult Swim il 1º gennaio 2011, continuando con i nove episodi inediti della serie trasmessi dall'8 gennaio al 26 marzo 2011. La serie è stata cancellata dalla NBC a causa delle basse valutazioni e della pressione esercitata da attivisti religiosi. Tuttavia, la serie è stata ben accolta in luoghi come Regno Unito, Irlanda e America Latina (incluso il Brasile), dove BBC Two, RTÉ e Fox Channel, rispettivamente, l'hanno trasmessa interamente.
La serie è stata trasmessa per la prima volta negli Stati Uniti su NBC dal 9 marzo al 28 marzo 2000 e su Adult Swim dall'8 gennaio al 6 marzo 2011, per un totale di 13 episodi ripartiti su una stagione. Un adattamento italiano è stato trasmesso su Jimmy, in versione integrale, dal 24 giugno 2004.

## Trama
Dio è stufo degli uomini e per i suoi crimini sta perdendo la pazienza. Vorrebbe distruggere il mondo ma vorrebbe anche dare all'umanità un'ultima possibilità. Gli basta un uomo che gli dimostri la bontà del genere umano, per sportività lascia che il Diavolo scelga chi sia questo uomo così tra il Diavolo e Dio si crea un patto. Se il prescelto fallirà nel suo compito Dio sarà autorizzato a distruggere l'intero mondo facendo felice il Diavolo, altrimenti sarà felice di salvarlo. Il Diavolo sceglie Bob Alman, il quale è un operaio di un'industria di automobili che fino a poco tempo fa conduceva un'esistenza noiosa. Incarnazione della mediocrità, ha moglie e due figli, e molti difetti tra cui bere, scommettere e guardare riviste porno. L'uomo ha il compito di riconquistare la benevolenza del Creatore e la salvezza del genere umano. Nel corso degli episodi Bob dimostra di essere una brava persona nonostante talvolta si faccia tentare dal Demonio o non segua i consigli dell'Altissimo.

## Episodi
| Stagione       | Episodi | Prima TV USA | Prima TV Italia |
| -------------- | ------- | ------------ | --------------- |
| Prima stagione | 13      | 2000-2011    | 2004            |

## Personaggi

### Personaggi principali
- Dio (in originale: God), voce originale di James Garner, italiana di Paolo Marchese.
È amante della buona birra analcolica e delle apparizioni improvvise, solo Bob può vederlo e seppure gli rivolga vari rimproveri lo tratta da amico. Vestito da hippy con lunghi capelli bianchi e la faccia somigliante a Jerry Garcia. Sembra un tipo abbastanza simpatico e tutto sommato tranquillo. Porta sempre degli occhialoni da sole neri anni settanta. Dio indossa un pantalone bianco e sopra una maglia di solito verde acqua.
- Il Diavolo (in originale: The Devil), voce originale di Alan Cumming, italiana di Mino Caprio.
Raffigurato come un essere elegante, indossa dei jeans e una maglietta rossa con un soprabito in pelle nera molto dark. Ha i capelli biondi da cui spuntano due corna. Si mostra amichevole ma in realtà vuole la dannazione di Bob.
- Bob Allman, voce originale di French Stewart, italiana di Marco Mete.
Un americano medio tra birra, partite sportive e qualche parola scurrile non è proprio il santo a cui si vorrebbe dare il destino del mondo. Ama la sua famiglia e capisce quando ha sbagliato, non si tira indietro nel momento in cui deve rimediare ai suoi errori.

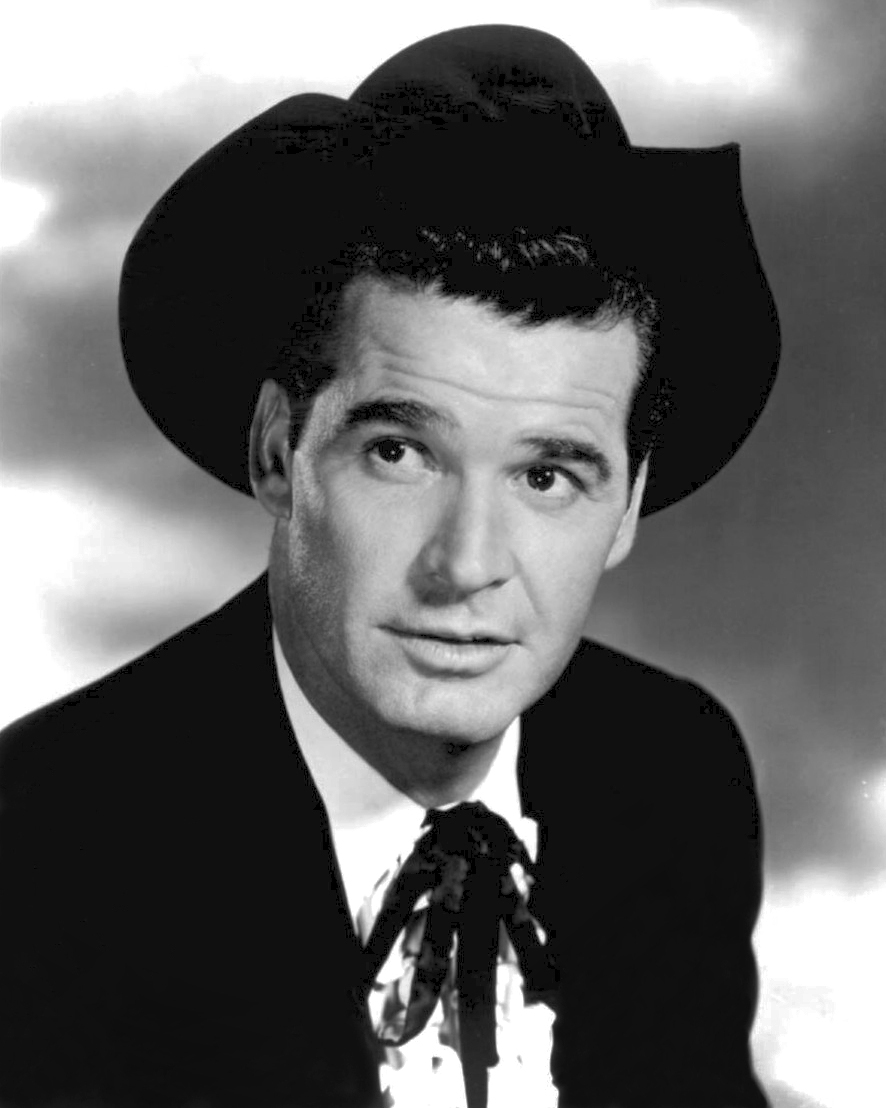
James Garner nel 1959
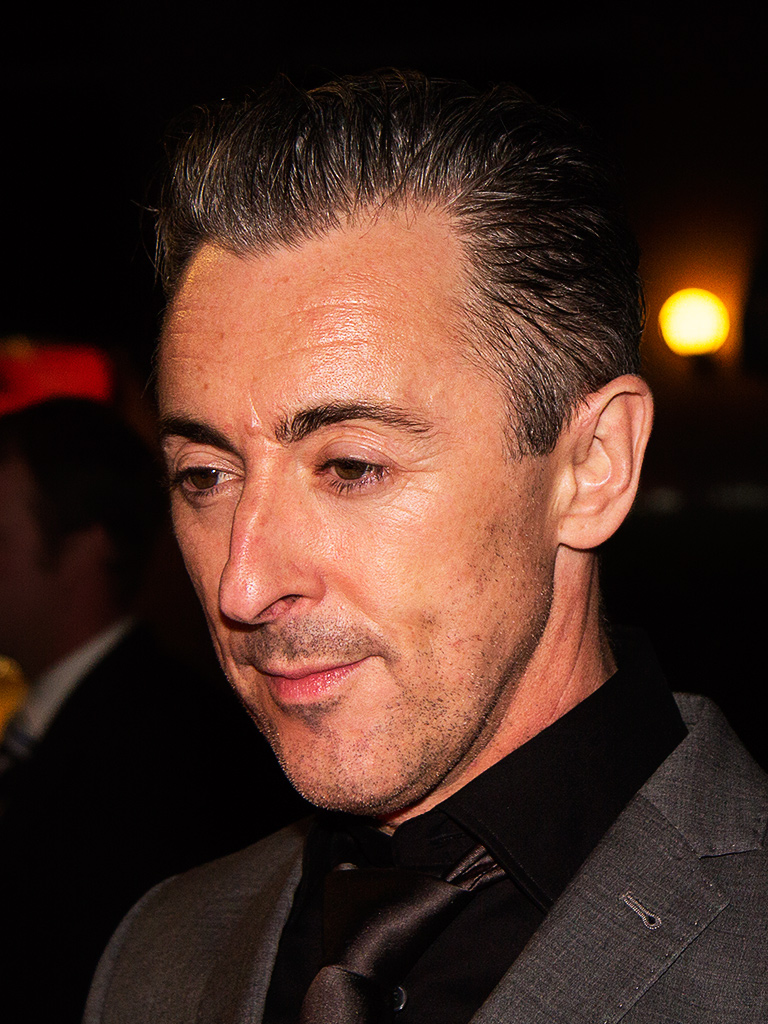
Alan Cumming nel 2013

### Personaggi secondari
- Donna Allman, voce originale di Laurie Metcalf, italiana di Monica Gravina.
- Megan Allman, voce originale di Nancy Cartwright, italiana di Paola Majano.
- Andy Allman, voce originale di Kath Soucie, italiana di Gaia Bolognesi.
- Smeck, voce originale di Jeff Doucette, italiana di Gerolamo Alchieri.
- Randy, voce italiana di Giorgio Locuratolo.

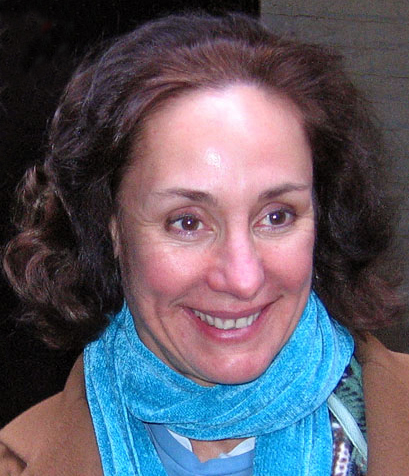
Laurie Metcalf nel 2008
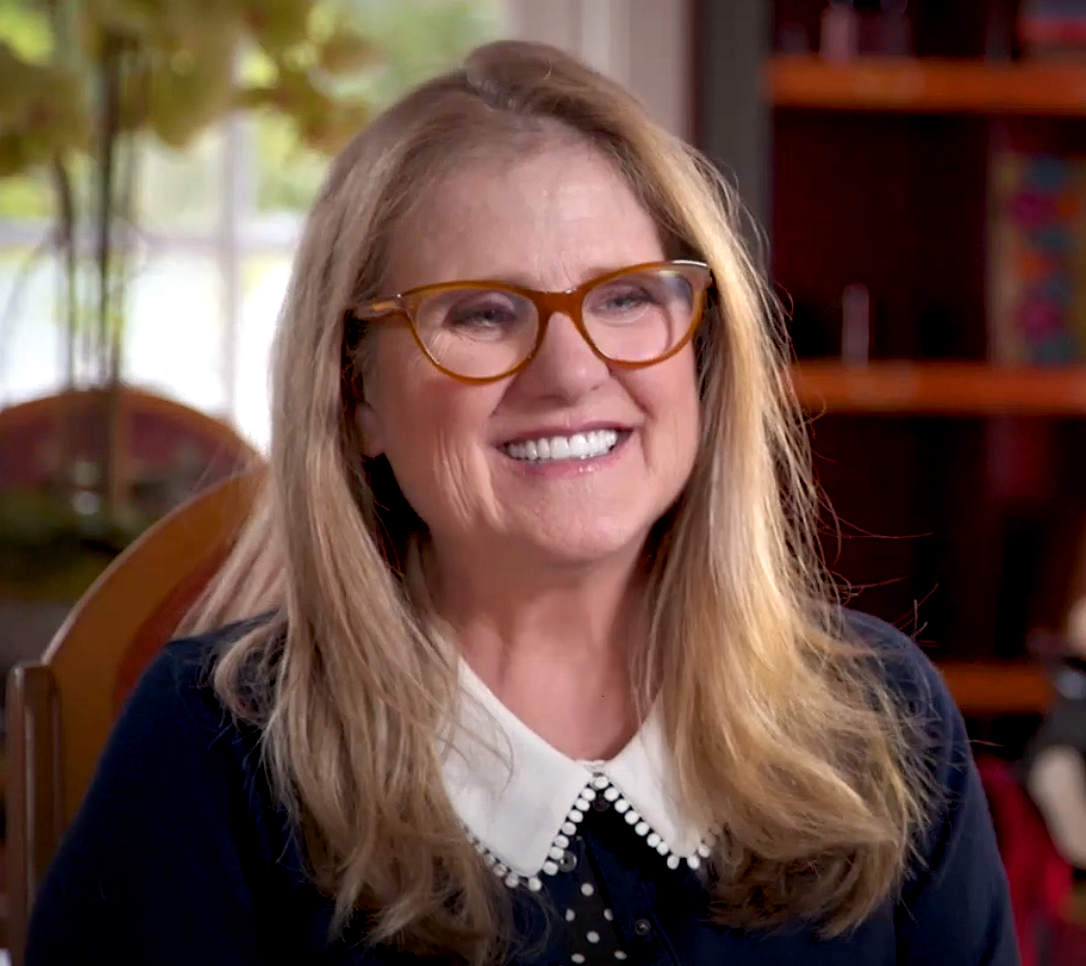
Nancy Cartwright nel 2019

## Distribuzione

### Trasmissione internazionale
- 9 marzo 2000 negli Stati Uniti d'America su NBC;[6]
- 8 gennaio 2011 negli Stati Uniti d'America su Adult Swim;[7]
- 22 aprile 2001 in Nuova Zelanda;
- 25 aprile 2001 in Francia su Canal+;[12]
- 8 maggio 2001 nel Regno Unito su BBC Two;
- 16 dicembre 2001 in Israele;
- 24 marzo 2003 in Australia;
- 24 giugno 2004 in Italia su Jimmy;[11]
- 2005 in Brasile su Fox Channel.